# ال مادریگال
ال مادریگال (انگلیسی: Al Madrigal؛ زادهٔ ۴ ژوئیهٔ ۱۹۷۱) هنرپیشه اهل ایالات متحده آمریکا است.
از فیلم‌ها یا برنامه‌های تلویزیونی که وی در آن نقش داشته‌است می‌توان به نمایش روزانه، مشت‌زدن به هنری و راه بازگشت اشاره کرد.